# Systenus shannoni
Systenus shannoni är en tvåvingeart som beskrevs av Wirth 1952. Systenus shannoni ingår i släktet Systenus och familjen styltflugor.
Artens utbredningsområde är New Hampshire. Inga underarter finns listade i Catalogue of Life.